# Ernst Ludwig Rochholz
Ernst Ludwig Rochholz (né le 4 mars 1809 à Ansbach et mort le 29 octobre 1892 à Aarau) est un historien bavarois.

## Œuvres
- Eidgenössische Liederchronik (Bern 1835)
- Der neue Freidank. Geschichte der deutschen Litteratur in Poesie und Prosa (Aarau 1838)
- Tragemunt, Kindergedichte (Eßlingen 1850)
- Schweizersagen aus dem Aargau (Aarau 1856, 2 Bde.)
- Alemannisches Kinderlied und Kinderspiel (Leipzig 1857)
- Naturmythen; neue Schweizersagen (Leipzig 1862)
- Deutscher Glaube und Brauch im Spiegel der heidnischen Vorzeit (Berlin 1867, 2 Bde.)
- Liederfibel (Stuttgart 1872)
- Drei Gaugöttinnen: Walburg, Verena und Gertrud, als deutsche Kirchenheilige (Leipzig 1870)
- Die Schweizerlegende vom Bruder Klaus von Flüe (Aarau 1874)
- Aargauer Weistümer (Aarau 1876)
- Tell und Geßler in Sage und Geschichte (Heilbronn 1876, 2 Bde.)
- Die Aargauer Geßler in Urkunden (Heilbronn 1877)
- Wanderlegenden aus der oberdeutschen Pestzeit 1348-50 (Aarau 1887)